# Выборы в Государственную думу (2007)
Выборы депутатов Государственной думы Федерального Собрания РФ V созыва состоялись на территории всей России в единый день голосования 2 декабря 2007.
Наблюдателями от ОБСЕ и ПАСЕ, а также некоторыми оппозиционными российскими партиями и общественными деятелями выборы оценены как несвободные, несправедливые и прошедшие с многочисленными нарушениями; оппозиционные партии обвиняют власти в фальсификации их итогов. С другой стороны, наблюдатели от стран СНГ и Шанхайской организации сотрудничества оценивают выборы как свободные, честные и демократические. ЦИК РФ также не считает, что имели место фальсификации.
Согласно результатам голосования, сильных изменений в распределении мест в Государственной думе не произошло. «Единая Россия» получила квалифицированное большинство, достаточное для единоличного принятия любых решений в Госдуме без учёта мнения других депутатов.

## Предшествующие события
Некоторые эксперты перед выборами заявляли о возможной низкой явке на выборах. Причиной этого социологи «Левада-Центра» называли уверенность россиян, что итоги предстоящих думских выборов и победа на них «Единой России» уже предопределены. Как объясняют эксперты, заданность итогов, с одной стороны, подталкивает граждан к неучастию в выборах, а с другой — порождает негативное отношение ко всей оппозиции. Так же «Левада-центр» отмечает снижение доверия избирателей к выборам по сравнению с 2003 годом. Тогда, так или иначе 57 % опрошенных заявляли о том, что на выборах возможны различные манипуляции и подтасовки результатов. Через 4 года о таких возможностях стало заявлять на 12 % больше, то есть 69 %.
Предвыборные дебаты проходили с 5 ноября 2007 на первом канале в 7 50 по будням и по России в 22:50 по будням по первому дебаты вел Максим Шевченко.
По информации электронного СМИ «Газета. Ru», в конце сентября на экономическом форуме в Сочи Президент РФ В. В. Путин дал устные рекомендации не вносить в партийные предвыборные списки бизнесменов из первой полусотни рейтинга богатейших людей России, который составляет русский Forbes.
По опросу «Левада-Центра», проведённого с 21 по 25 сентября 2007 года, 49 % опрошенных сомневаются, что что-нибудь изменится в лучшую или в худшую сторону для них лично после будущих выборов в ГД ФС РФ, надеются на улучшение 37 % и опасаются ухудшения 10 %. Для страны в целом оценка была дана следующая: 43 % не ожидают изменений, 38 % надеются на улучшения и 15 % опасаются ухудшения. При этом большая часть опрошенных (51 %) считают, что «выборы — это чистая формальность, которая нужна для самой власти, а не для народа».
19 октября 2007 года Сергей Райхман, начальник департамента энергетики, жилищного коммунального хозяйства города Новосибирска, заявил, что перед выборами президент РФ Владимир Путин провёл совещание с руководителями городов-миллионников, где заявил о том, что организационно-кадровая политика в каждом регионе зависит от того, как проголосуют за курс президента в соответствующих регионах.

### Хронология предоставления списков партий в ЦИК
В сентябре были заверены ЦИК РФ списки 3 политических партий: 26 сентября — Демократическая партия России и 27 сентября — Партия зеленых и ЛДПР.
Ещё 7 политических партий представили в ЦИК РФ свои документы со списками: Партия мира и единства, Гражданская сила, Аграрная партия России, КПРФ, СПС, Патриоты России, Справедливая Россия, представители Партии Возрождения России вошли в список партии «Патриоты России».
В октябре 2007 года были заверены списки следующих политических партий: 1 октября — Партия мира и единства и Гражданская сила, 2 октября — Аграрная партия России, СПС и КПРФ, 3 октября — «Патриоты России» и Справедливая Россия, 5 октября — «Народный союз», Партия социальной справедливости, «Яблоко» и «Единая Россия».

## Избирательная система
Это первые выборы, на которых барьер для партий, проходящих в Думу по партийным спискам, повышен с 5 % до 7 %. Кроме того, законодательно убраны нижний порог явки и возможность голосовать против всех, отменена мажоритарная система и голосование по одномандатным округам, членам одной партии запрещено проходить по спискам другой, а партиям запрещено объединяться в выборные блоки; были запрещены независимые российские наблюдатели (оставлены только от партий).

## Избирательная кампания
В соответствии с законодательством, партиям было предоставлено бесплатное эфирное время на трёх государственных телеканалах: «Первый канал», «Россия» и «ТВ Центр», некоторых государственных газетах и государственных региональных СМИ. Гарантии государства на бесплатную агитацию распространяются только на партии, набравшие в ходе голосования не менее 3 % голосов .
Партии «Единая Россия» было дано официальное разрешение президента Владимира Путина на использование его имени и образа в рамках избирательной кампании этой партии.
Единая Россия не участвовала в теледебатах, что вызвало недоумение как в России, так и за рубежом. Вместо этого время, выделенное партии для дебатов, было потрачено на бесплатные агитационные ролики. Однако, из-за «гегемонии „Единой России“» в общенациональных электронных СМИ, по опросу ВЦИОМ, 8 % россиян утверждали, что видели, как представители «Единой России» участвуют в теледебатах с кандидатами от других партий, а 69 % из тех, кто «видел» эти дебаты, утверждают, что аргументы «единороссов» произвели на них большое впечатление.
В преддверии выборов российские власти предприняли меры по повышению явки избирателей: в некоторых организациях воскресенье, 2 декабря, объявлено выходным днём и работников принуждают голосовать на предприятиях, взяв открепительные удостоверения. На первом этапе выдачи открепительных удостоверений их количество в четыре раза превышает число выданных во время выборов депутатов Госдумы 2003 года. По данным общественной организации «Голос», занимающейся защитой прав избирателей, известны случаи принуждения к голосованию за «Единую Россию»:
В Свердловской области администрация Кировского района дала распоряжение руководителям бюджетных администраций составить списки сотрудников, которые проголосуют против партии «Единая Россия». В Екатеринбурге руководство железнодорожной магистрали издало приказ всем работникам получить открепительные талоны и проголосовать на своих рабочих местах за «Единую Россию».
По данным лидера Демократической партии Андрея Богданова, СПС занимался массовым подкупом избирателей, что по его мнению, нарушает 62-ю статью Закона «О выборах депутатов Государственной Думы». Главный федеральный инспектор по Самарской области Сергей Сычев также утверждал, что СПС подкупает избирателей:
Технология работы данной сети очень проста. Агитаторам платят от 500 до 700 рублей в неделю за подкуп избирателей и от 100 до 150 рублей за каждый голос, который им удастся купить
По его словам, СПС вел незаконную деятельность во всех регионах федерального округа. Кроме того, по словам Сычёва, были изъяты тысячи экземпляров агитационных газет СПС, на которых «отсутствуют выходные данные, нет данных о тираже газеты, и типографии, в которых их напечатали».. По словам Бориса Немцова, выборы на самом деле стали спецоперацей МВД, которые арестовывали сотни активистов СПС по всей России, а 25 ноября арестовали и руководителей партии. Немцов также указал на тот факт, что власти «громили офисы» СПС по всей России. В ходе предвыборной кампании были арестованы миллионные тиражи агитационных материалов оппозиционных партий.
В ходе предвыборной кампании парламенты Санкт-Петербурга, Карачаево-Черкесии и Дагестана приняли обращения к гражданам с призывами поддержать партию «Единая Россия». При этом федеральный закон «О выборах депутатов Государственной думы РФ» прямо запрещает участие в агитации государственных органов.
Были отмечены случаи незаконной агитации. Осенью 2007 года на сайте ФОРУМ.мск был размещён текст интервью Василия Шандыбина, в котором ЦИК РФ усмотрел признаки «противоправной предвыборной агитации». ЦИКом был направлен запрос в правоохранительные органы, и 28 ноября 2007 года хостер отключил сайт ФОРУМ.мск в соответствии с требованием МВД РФ. По мнению сайта Правда.инфо, поводом для закрытия сайта послужила фраза Шандыбина со словом «скандалистка» в адрес Людмилы Нарусовой. 29 ноября 2007 сайт возобновил свою работу на другом хостинге. Первый канал отказался показывать ролик «Яблока».
Отмена графы «против всех», порога явки избирателей и другие подобные нововведения привели к тому, что определенная социально-активная часть российского общества объявила новую выборную технологию «заведомо сфальсифицированной» и призвала к бойкоту подобных выборов. В частности, бойкотировать «выборы без выбора» призвал Русский Обще-Воинский Союз (РОВС).

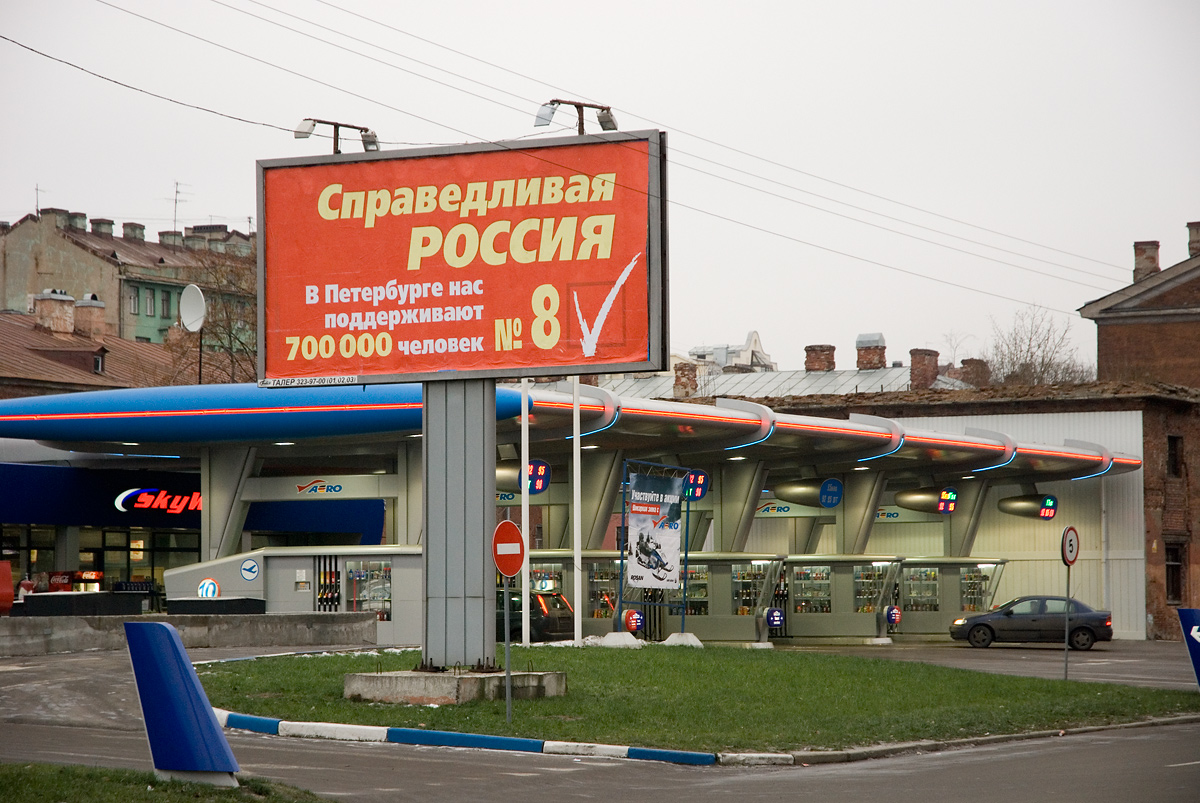
Предвыборная реклама «Справедливой России» в Санкт-Петербурге

## Социологические исследования

### Опросы
Рейтинги партий по данным «Левада-центра» (% от числа намеренных участвовать в голосовании, погрешность не более 3 %):
| Дата                 | «Единая Россия» | КПРФ | ЛДПР | «Справедливая Россия» | «Яблоко» | СПС | «Патриоты России» | «Аграрная партия» | «Гражданская сила» |
| -------------------- | --------------- | ---- | ---- | --------------------- | -------- | --- | ----------------- | ----------------- | ------------------ |
| Январь 2007          | 47 %            | 20 % | 11 % | 5 %                   | 5 %      | 4 % | 1 %               | 1 %               | _                  |
| Февраль 2007         | 46 %            | 20 % | 11 % | 8 %                   | 3 %      | 3 % | 1 %               | 1 %               | _                  |
| Март 2007            | 56 %            | 16 % | 11 % | 11 %                  | 3 %      | 1 % | 1 %               | <1 %              | _                  |
| Апрель 2007          | 53 %            | 22 % | 10 % | 6 %                   | 4 %      | 2 % | 1 %               | <1 %              | _                  |
| Май 2007             | 55 %            | 19 % | 11 % | 8 %                   | 2 %      | 3 % | 1 %               | <1 %              | _                  |
| Июнь 2007            | 52 %            | 18 % | 9 %  | 8 %                   | 4 %      | 2 % | 1 %               | 1 %               | _                  |
| Июль 2007            | 53 %            | 20 % | 8 %  | 9 %                   | 5 %      | 3 % | <1 %              | <1 %              | <1 %               |
| Август 2007          | 59 %            | 18 % | 7 %  | 9 %                   | 3 %      | 1 % | <1 %              | 1 %               | <1 %               |
| Сентябрь 2007        | 55 %            | 18 % | 11 % | 7 %                   | 2 %      | 2 % | 1 %               | <1 %              | <1 %               |
| Октябрь 2007 (12—15) | 67 %            | 17 % | 6 %  | 4 %                   | 2 %      | 1 % | <1 %              | 1 %               | 1 %                |
| Ноябрь 2007 (9—13)   | 67 %            | 14 % | 6 %  | 4 %                   | 2 %      | 1 % | 3 %               | <1 %              | 1 %                |
| Ноябрь 2007 (23—27)  | 66 %            | 12 % | 8 %  | 6 %                   | 2 %      | 1 % | 1 %               | 1 %               | 1 %                |

Рейтинги партий по данным ВЦИОМа (погрешность не более 3,4 %):
| Дата          | «Единая Россия» | КПРФ | ЛДПР | «Справедливая Россия» | «Яблоко» | СПС | «Патриоты России» | «Аграрная партия» |
| ------------- | --------------- | ---- | ---- | --------------------- | -------- | --- | ----------------- | ----------------- |
| Август 2007   | 47 %            | 8 %  | 5 %  | 5 %                   | 1 %      | 1 % | <1 %              | 1 %               |
| Сентябрь 2007 | 47 %            | 7 %  | 5 %  | 5 %                   | 1 %      | 1 % | 1 %               | 1 %               |

Рейтинги партий по данным ФОМа (в процентах (%) от числа намеренных участвовать в голосовании, погрешность не более 2,5 %):
| Дата          | «Единая Россия» | КПРФ | ЛДПР | «Справедливая Россия» | «Яблоко» | СПС | «Патриоты России» | «Аграрная партия» |
| ------------- | --------------- | ---- | ---- | --------------------- | -------- | --- | ----------------- | ----------------- |
| Сентябрь 2007 | 51 %            | 10 % | 7 %  | 5 %                   | 1 %      | 2 % | <1 %              | 1 %               |

### Экзитполы
По данным опроса, проведённого государственной компанией ВЦИОМ по заказу государственного Первого канала телевидения, «Единая Россия» набирала 60 % голосов, КПРФ — 12,5 %, ЛДПР — 8,8 %, «Справедливая Россия» — 8,4 %. Все остальные партии не пересекли 7 % барьер.
По данным опроса ФОМ, компании, основным заказчиком которой является администрация Президента РФ, «Единая Россия» набрала 62,3 % голосов, КПРФ — 11,8 %, ЛДПР — 8,4 %, «Справедливая Россия» — 8,3 %.
По данным опроса организации «Наши выборы», являющейся структурным подразделением прокремлёвской организации «Наши» и входящей в избирательный штаб «Единой России», «Единая Россия» набрала 62 % голосов, КПРФ — 13 %, ЛДПР — 8 %, «Справедливая Россия» — 8 %.
По мнению экспертов, ни одна независимая социологическая организация экзит-полла не проводила.
Однако результаты экзит-полов в основном соответствуют прогнозу независимой службы Левада-центр, составленному на основе социологического опроса. Как отметили в Левада-центре, «во время прошедшей избирательной кампании российские социологические службы показали высокий уровень компетенции, представив довольно точные прогнозы результатов выборов в Государственную Думу».

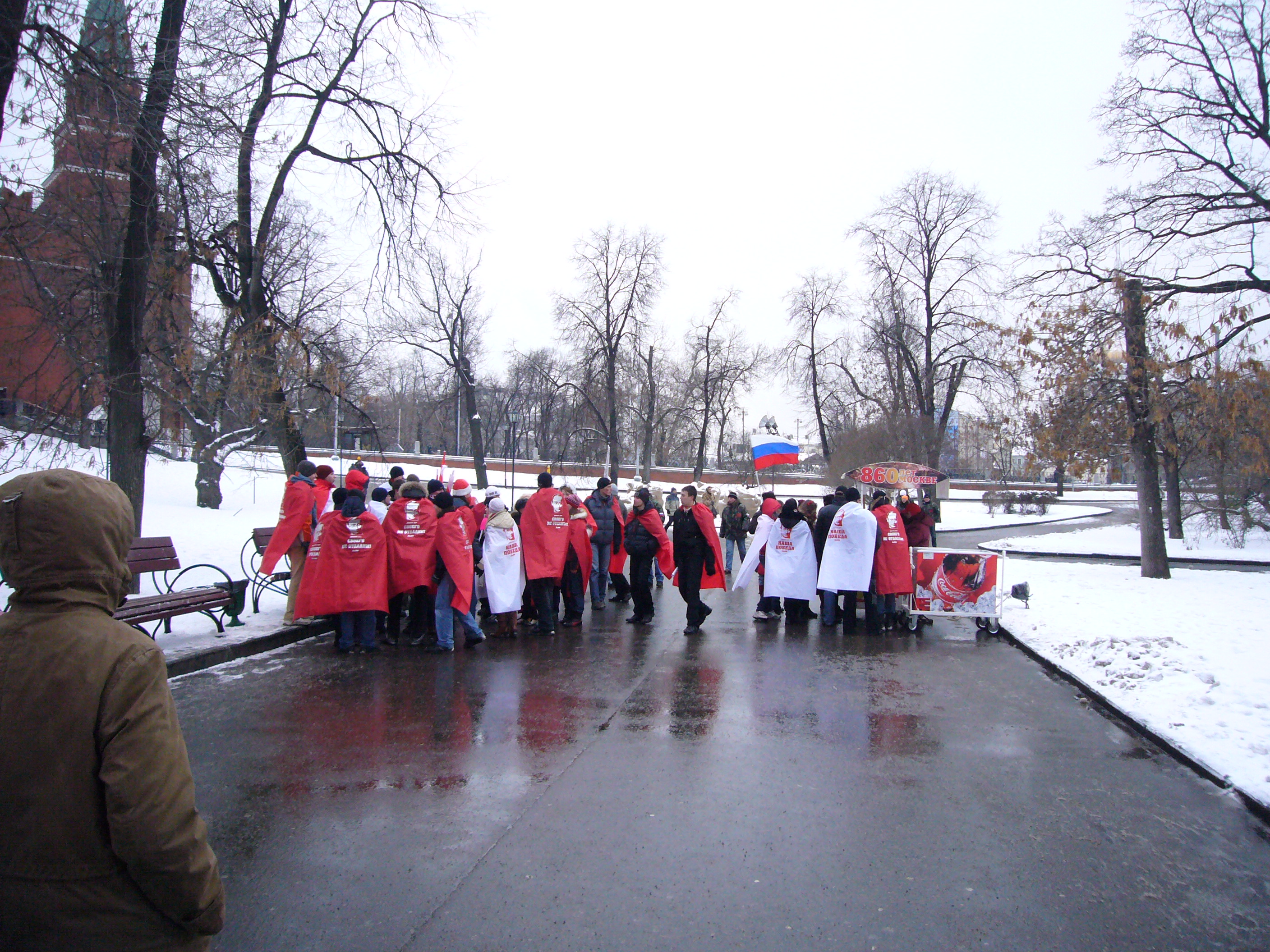
Пикет движения «За Путина» в Александровском саду (Москва) 3 декабря, на следующий день после выборов

## Результаты выборов
Согласно информации Федеральной регистрационной службы только 11 политических партий соответствовали требованиям пункта 2 статьи 36 Федерального закона «О политических партиях» и, таким образом, имели право участвовать в выборах:
|                             |                                  |             |        |               |      |  |  |
| Партия                      | Партия                           | Голосов     | %      | Мест получено | +/–  |  |  |
|                             | Единая Россия                    | 44 714 241  | 64,30  | 315           | ▲ 95 |  |  |
|                             | КПРФ                             | 8 046 886   | 11,57  | 57            | ▲ 5  |  |  |
|                             | ЛДПР                             | 5 660 823   | 8,14   | 40            | ▲ 4  |  |  |
|                             | Справедливая Россия              | 5 383 639   | 7,74   | 38            | ▲ 1  |  |  |
|                             | Аграрная партия России           | 1 600 234   | 2,30   | 0             | ▼ 2  |  |  |
|                             | РОДП «Яблоко»                    | 1 108 985   | 1,59   | 0             | ▼ 4  |  |  |
|                             | Гражданская сила                 | 733 604     | 1,05   | 0             | ▬    |  |  |
|                             | Союз правых сил                  | 669 444     | 0,96   | 0             | ▼ 3  |  |  |
|                             | Патриоты России                  | 615 417     | 0,89   | 0             | ▬    |  |  |
|                             | Партия социальной справедливости | 154 083     | 0,22   | 0             | ▬    |  |  |
|                             | Демократическая партия России    | 89 780      | 0,13   | 0             | ▬    |  |  |
| Всего                       | Всего                            | 68 777 136  | 100,00 | 450           |      |  |  |
|                             |                                  |             |        |               |      |  |  |
| Недействительных бюллетеней | Недействительных бюллетеней      | 759 929     | 1,09   |               |      |  |  |
| Всего бюллетеней            | Всего бюллетеней                 | 69 537 065  | 100,00 |               |      |  |  |
| Явка избирателей            | Явка избирателей                 | 109 145 517 | 63,71  |               |      |  |  |

Не допущены к участию в выборах были Партия зелёных
(Панфилов — Конеген — Семёнов), Партия мира и единства (Умалатова — Тырин — Ведута), Народный союз (Бабурин — Алкснис — Батанов).
Отказались участвовать в выборах: Партия возрождения России (партия не подавала список кандидатов в депутаты и, таким образом, отказалась от участия в выборах).

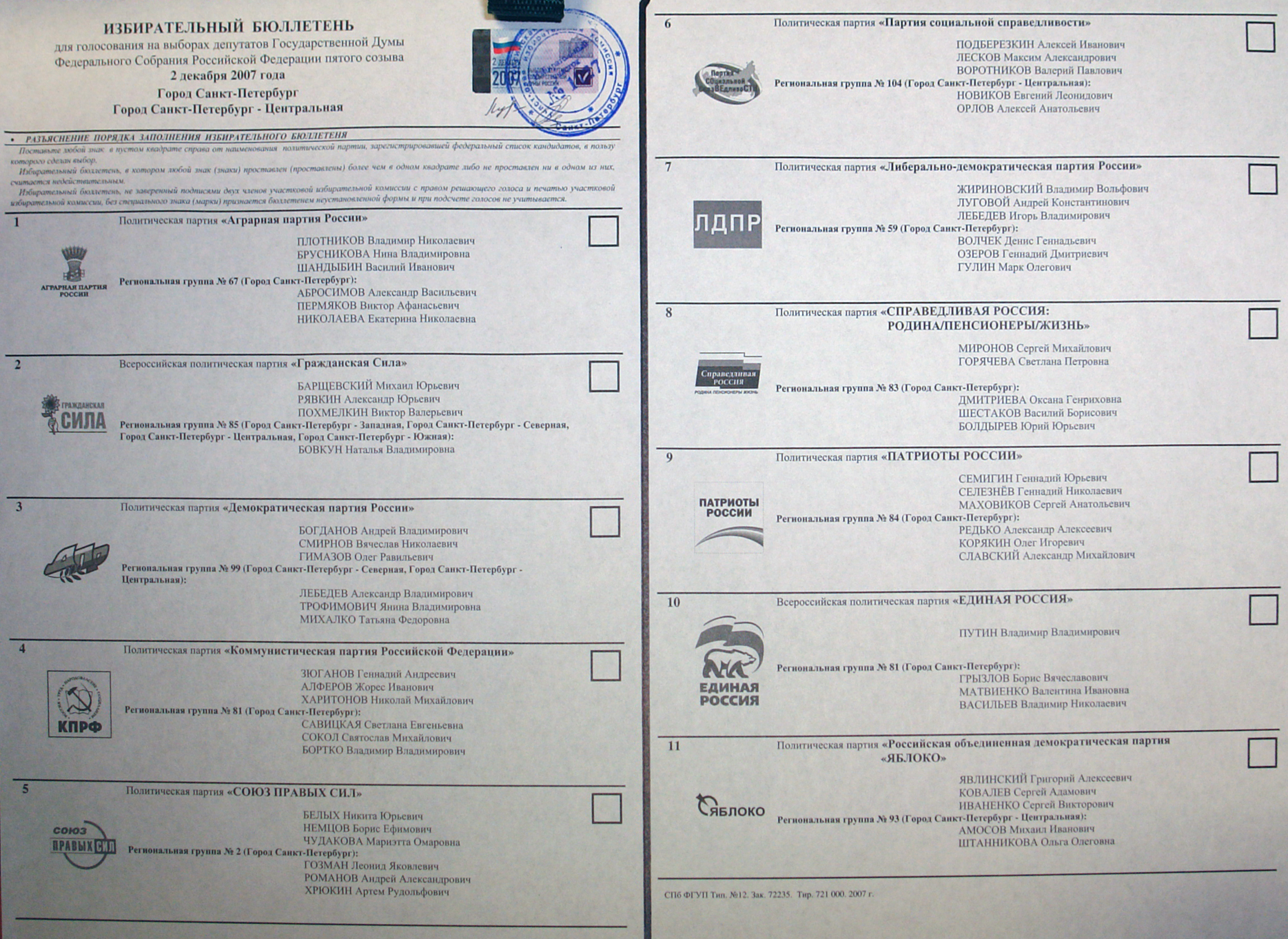
Бюллетень для голосования (Санкт-Петербург)

По официальным данным, предоставленным ЦИК, явка на выборах в Государственную думу 5-го созыва составила 63,78 %.
| Данные по голосованию                          | Человек     | Процент | Сравнительно с выборами 2003 года (в %) |
| ---------------------------------------------- | ----------- | ------- | --------------------------------------- |
| Избирателей в списках                          | 109 145 517 | 100 %   | ▲0,22 %*                                |
| Число выданных избирательных бюллетеней (явка) | 69 609 446  | 63,78 % | ▲8,03 %                                 |
| Голосовало досрочно                            | 147 966     | 0,21 %  | ▲0,09 %                                 |
| Голосовало вне помещения                       | 4 428 021   | 6,37 %  | ▲0,77 %                                 |
| Голосовало по открепительным                   | 1 169 146   | 1,68 %  | ▲0,74 %                                 |
| Испортили бюллетени                            | 759 929     | 1,09 %  | ▼3,61 % **                              |

* за 100 % принимается количество избирателей, внесенных в списки на выборах 2003 года (108 906 249 человек).
** сравнительно с голосованием за кандидата Против всех на выборах в Государственную Думу 2003 года.

### Явка избирателей
Отмена порога явки на парламентских выборах 2007 в России, вопреки опасениям, не снизила популярности волеизъявления. По данным ЦИК, к середине дня доля проголосовавших россиян была на 7 % больше, чем на предыдущих думских выборах. Явка на избирательные участки составила 59 %, а необходимое количество голосов для прохода в Государственную думу набрали четыре партии.

### Голосования в регионах и за рубежом
Распределение голосов в регионах:
|  |  |  |  |
|  |  |  |  |
|  |  |  |  |
|  |  |  |  |

| Регион                                    | Явка    | ЕР      | КПРФ    | ЛДПР    | СР      | «АПР»  | «Яблоко» | «ГС»    | «СПС»   | ПР      | «ПСС»   | «ДПР»   | Исп.    |
| ----------------------------------------- | ------- | ------- | ------- | ------- | ------- | ------ | -------- | ------- | ------- | ------- | ------- | ------- | ------- |
| Приморский край                           | 56,90 % | 54,87 % | 11,90 % | 13,46 % | 10,14 % | 2,61 % | 1,70 %   | 1,07 %  | 0,85 %  | 1,47 %  | 0,29 %  | 0,16 %  | 1,46 %  |
| Хабаровский край                          | 61,39 % | 60,68 % | 10,98 % | 13,39 % | 6,81 %  | 1,8 %  | 1,65 %   | 1,03 %  | 0,93 %  | 1,08 %  | 0,27 %  | 0,19 %  | 1,18 %  |
| Амурская область                          | 86,42 % | 69,75 % | 10,16 % | 10,13 % | 3,93 %  | 1,60 % | 0,67 %   | 0,54 %  | 1,44 %  | 0,63 %  | 0,18 %  | 0,11 %  | 0,55 %  |
| Агинский Бурятский автономный округ       | 86,42 % | 83,24 % | 4,50 %  | 6,07 %  | 2,37 %  | 2,08 % | 0,34 %   | 0,20 %  | 0,19 %  | 0,29 %  | 0,11 %  | 0,05 %  | 0,55 %  |
| Республика Саха                           | 70,33 % | 63,99 % | 9,48 %  | 6,26 %  | 13,19 % | 1,80 % | 0,73 %   | 0,51 %  | 2,13 %  | 0,53 %  | 0,25 %  | 0,11 %  | 1,02 %  |
| Сахалинская область                       | 54,39 % | 62,96 % | 14,55 % | 10,07 % | 5,99 %  | 1,09 % | 1,36 %   | 0,95 %  | 0,50 %  | 0,96 %  | 0,21 %  | 0,14 %  | 1,20 %  |
| Камчатский край                           | 56,95 % | 63,67 % | 8,06 %  | 11,45 % | 6,14 %  | 2,11 % | 1,47 %   | 1,39 %  | 0,52 %  | 2,12 %  | 0,26 %  | 0,21 %  | 2,6 %   |
| Магаданская область                       | 60,30 % | 55,31 % | 11,68 % | 15,41 % | 8,69 %  | 1,94 % | 1,39 %   | 1,80 %  | 0,73 %  | 1,53 %  | 0,31 %  | 0,16 %  | 1,05 %  |
| Еврейская автономная область              | 64,55 % | 66,22 % | 14,09 % | 8,50 %  | 4,63 %  | 1,36 % | 0,83 %   | 0,66 %  | 0,94 %  | 0,58 %  | 0,23 %  | 0,19 %  | 1,77 %  |
| Чукотский автономный округ                | 78,66 % | 78,13 % | 3,05 %  | 7,44 %  | 2,77 %  | 1,20 % | 0,94 %   | 0,88 %  | 0,30 %  | 0,49 %  | 0,20 %  | 0,11 %  | 4,49 %  |
| Красноярский край                         | 59,54 % | 60,68 % | 12,72 % | 10,57 % | 7,91 %  | 2,53 % | 1,24 %   | 0,82 %  | 1,30 %  | 0,84 %  | 0,22 %  | 0,13 %  | 1,24 %  |
| Иркутская область                         | 59,03 % | 58,50 % | 10,83 % | 11,49 % | 9,24 %  | 3,65 % | 1,19 %   | 0,80 %  | 1,52 %  | 0,87 %  | 0,26 %  | 0,15 %  | 1,19 %  |
| Усть-Ордынский Бурятский автономный округ | 75,40 % | 71,73 % | 5,74 %  | 4,65 %  | 4,98 %  | 9,62 % | 0,37 %   | 0,25 %  | 0,32 %  | 1,32 %  | 0,16 %  | 0,10 %  | 0,76 %  |
| Читинская область                         | 66,21 % | 62,75 % | 8,74 %  | 15,03 % | 7,04 %  | 2,91 % | 0,52 %   | 0,45 %  | 0,39 %  | 0,78 %  | 0,18 %  | 0,13 %  | 1,07 %  |
| Республика Бурятия                        | 58,65 % | 65,59 % | 10,67 % | 6,90 %  | 10,29 % | 1,31 % | 0,91 %   | 0,39 %  | 0,54 %  | 0,56 %  | 0,16 %  | 0,13 %  | 2,56 %  |
| Республика Хакасия                        | 54,88 % | 59,53 % | 12,88 % | 11,32 % | 5,32 %  | 2,69 % | 0,93 %   | 0,86 %  | 0,65 %  | 4,51 %  | 0,21 %  | 0,14 %  | 0,95 %  |
| Республика Тыва                           | 80,83 % | 89,21 % | 2,99 %  | 2,09 %  | 2,55 %  | 0,59 % | 0,20 %   | 0,18 %  | 0,12 %  | 0,76 %  | 0,21 %  | 0,06 %  | 1,07 %  |
| Новосибирская область                     | 57,97 % | 59,07 % | 16,23 % | 8,73 %  | 7,20 %  | 2,80 % | 1,60 %   | 1,03 %  | 1,09 %  | 0,84 %  | 0,23 %  | 0,13 %  | 1,04 %  |
| Кемеровская область                       | 77,99 % | 76,82 % | 7,18 %  | 7,49 %  | 3,36 %  | 1,25 % | 0,91 %   | 0,74 %  | 0,59 %  | 0,49 %  | 0,18 %  | 0,11 %  | 0,89 %  |
| Алтайский край                            | 60,91 % | 54,69 % | 16,88 % | 10,43 % | 8,73 %  | 4,11 % | 1,12 %   | 0,66 %  | 1,17 %  | 0,91 %  | 0,19 %  | 0,12 %  | 0,98 %  |
| Омская область                            | 64,27 % | 60,14 % | 14,81 % | 9,44 %  | 6,28 %  | 2,65 % | 1,57 %   | 0,94 %  | 1,40 %  | 0,94 %  | 0,24 %  | 0,20 %  | 1,39 %  |
| Ханты-Мансийский автономный округ — Югра  | 67,08 % | 65,96 % | 7,07 %  | 13,18 % | 6,29 %  | 1,91 % | 1,15 %   | 1,12 %  | 0,54 %  | 1,19 %  | 0,24 %  | 0,14 %  | 1,22 %  |
| Тюменская область                         | 80,41 % | 73,57 % | 6,74 %  | 9,62 %  | 4,16 %  | 1,45 % | 0,82 %   | 0,70 %  | 0,67 %  | 0,83 %  | 0,18 %  | 0,12 %  | 1,15 %  |
| Томская область                           | 59,18 % | 58,41 % | 10,84 % | 13,20 % | 7,71 %  | 1,53 % | 1,99 %   | 1,40 %  | 1,95 %  | 1,14 %  | 0,27 %  | 0,17 %  | 1,40 %  |
| Ямало-Ненецкий автономный округ           | 84,87 % | 78,35 % | 4,15 %  | 7,72 %  | 4,69 %  | 0,75 % | 0,58 %   | 0,69 %  | 0,37 %  | 0,38 %  | 0,16 %  | 0,11 %  | 1,5 %   |
| Республика Алтай                          | 68,33 % | 69,46 % | 7,99 %  | 6,45 %  | 9,45 %  | 2,90 % | 0,52 %   | 0,37 %  | 0,71 %  | 0,98 %  | 0,15 %  | 0,16 %  | 0,87 %  |
| Свердловская область                      | 60,58 % | 62,04 % | 7,65 %  | 11,04 % | 7,49 %  | 2,18 % | 2,04 %   | 3,62 %  | 1,72 %  | 0,73 %  | 0,31 %  | 0,13 %  | 1,04 %  |
| Республика Башкортостан                   | 89,7 %  | 83,12 % | 7,45 %  | 2,22 %  | 4,20 %  | 0,72 % | 0,43 %   | 0,29 %  | 0,31 %  | 0,36 %  | 0,12 %  | 0,08 %  | 0,71 %  |
| Челябинская область                       | 67,21 % | 61,11 % | 11,02 % | 9,45 %  | 9,93 %  | 2,14 % | 1,96 %   | 0,98 %  | 0,84 %  | 0,90 %  | 0,27 %  | 0,13 %  | 1,26 %  |
| Пермский край                             | 54,83 % | 62,06 % | 8,94 %  | 12,46 % | 6,25 %  | 2,99 % | 1,59 %   | 1,28 %  | 1,99 %  | 0,95 %  | 0,20 %  | 0,15 %  | 1,13 %  |
| Оренбургская область                      | 56,53 % | 60,31 % | 13,27 % | 9,21 %  | 9,26 %  | 2,97 % | 0,97 %   | 0,66 %  | 0,83 %  | 1,24 %  | 0,20 %  | 0,13 %  | 0,94 %  |
| Удмуртская республика                     | 61,26 % | 60,57 % | 10,61 % | 10,97 % | 8,62 %  | 2,07 % | 0,97 %   | 0,99 %  | 0,74 %  | 2,54 %  | 0,24 %  | 0,15 %  | 1,58 %  |
| Курганская область                        | 65,06 % | 64,43 % | 11,34 % | 10,50 % | 5,82 %  | 3,95 % | 0,79 %   | 0,69 %  | 0,52 %  | 0,92 %  | 0,20 %  | 0,11 %  | 0,73 %  |
| Республика Татарстан                      | 85,40 % | 81,07 % | 6,71 %  | 3,88 %  | 4,30 %  | 0,75 % | 0,80 %   | 0,44 %  | 0,59 %  | 0,32 %  | 0,18 %  | 0,13 %  | 0,83 %  |
| Самарская область                         | 52,06 % | 56,04 % | 16,92 % | 9,36 %  | 9,06 %  | 2,21 % | 1,45 %   | 1,52 %  | 1,37 %  | 0,71 %  | 0,20 %  | 0,13 %  | 1,04 %  |
| Саратовская область                       | 61,69 % | 64,81 % | 12,34 % | 6,22 %  | 9,19 %  | 1,96 % | 1,61 %   | 0,70 %  | 0,46 %  | 0,65 %  | 0,19 %  | 0,13 %  | 1,74 %  |
| Волгоградская область                     | 56,74 % | 57,74 % | 15,72 % | 9,03 %  | 8,70 %  | 4,46 % | 1,25 %   | 0,82 %  | 0,46 %  | 0,73 %  | 0,18 %  | 0,11 %  | 0,79 %  |
| Пензенская область                        | 69,72 % | 70,31 % | 13,09 % | 5,86 %  | 4,99 %  | 1,42 % | 0,99 %   | 0,59 %  | 0,32 %  | 0,73 %  | 0,16 %  | 0,11 %  | 1,42 %  |
| Ульяновская область                       | 63,90 % | 66,24 % | 11,35 % | 7,96 %  | 8,25 %  | 2,13 % | 0,82 %   | 0,81 %  | 0,43 %  | 0,85 %  | 0,17 %  | 0,10 %  | 0,90 %  |
| Астраханская область                      | 62,35 % | 58,00 % | 9,70 %  | 6,75 %  | 20,17 % | 1,12 % | 0,75 %   | 0,60 %  | 0,41 %  | 0,85 %  | 0,17 %  | 0,11 %  | 1,35 %  |
| Республика Калмыкия                       | 66,79 % | 72,43 % | 11,72 % | 3,37 %  | 5,70 %  | 2,90 % | 0,53 %   | 0,46 %  | 0,63 %  | 0,73 %  | 0,11 %  | 0,61 %  | 0,82 %  |
| Нижегородская область                     | 57,24 % | 60,63 % | 12,58 % | 8,61 %  | 10,54 % | 2,36 % | 1,24 %   | 0,99 %  | 1,03 %  | 0,70 %  | 0,22 %  | 0,12 %  | 0,99 %  |
| Кировская область                         | 71,09 % | 55,38 % | 11,65 % | 12,07 % | 8,16 %  | 6,70 % | 1,28 %   | 1,03 %  | 0,75 %  | 1,37 %  | 0,34 %  | 0,14 %  | 1,14 %  |
| Чувашская республика                      | 70,64 % | 62,27 % | 12,64 % | 8,49 %  | 10,32 % | 1,50 % | 0,75 %   | 0,63 %  | 0,39 %  | 1,26 %  | 0,20 %  | 0,13 %  | 1,43 %  |
| Республика Мордовия                       | 94,49 % | 93,41 % | 3,73 %  | 0,95 %  | 0,71 %  | 0,18 % | 0,12 %   | 0,10 %  | 0,09 %  | 0,14 %  | 0,029 % | 0,031 % | 0,51 %  |
| Республика Марий Эл                       | 78,53 % | 67,54 % | 10,59 % | 7,52 %  | 6,40 %  | 3,49 % | 0,87 %   | 0,81 %  | 0,63 %  | 0,81 %  | 0,23 %  | 0,13 %  | 1,00 %  |
| Краснодарский край                        | 67,12 % | 62,06 % | 14,43 % | 8,01 %  | 7,97 %  | 1,99 % | 1,09 %   | 0,85 %  | 0,56 %  | 0,86 %  | 0,18 %  | 0,16 %  | 1,84 %  |
| Ростовская область                        | 67,52 % | 71,89 % | 10,54 % | 5,36 %  | 6,68 %  | 1,63 % | 1,23 %   | 0,64 %  | 0,544 % | 0,546 % | 0,19 %  | 0,09 %  | 0,65 %  |
| Республика Дагестан                       | 91,74 % | 89,19 % | 8,69 %  | 0,63 %  | 0,70 %  | 0,17 % | 0,04 %   | 0,023 % | 0,03 %  | 0,16 %  | 0,017 % | 0,014 % | 0,32 %  |
| Ставропольский край                       | 55,53 % | 62,20 % | 11,10 % | 6,89 %  | 13,45 % | 1,89 % | 1,08 %   | 0,68 %  | 0,76 %  | 0,71 %  | 0,16 %  | 0,09 %  | 1,00 %  |
| Чеченская Республика                      | 99,46 % | 99,36 % | 0,13 %  | 0,062 % | 0,057 % | 0,04 % | 0,05 %   | 0,03 %  | 0,08 %  | 0,036 % | 0,027 % | 0,028 % | 0,10 %  |
| Республика Северная Осетия - Алания       | 60,12 % | 71,60 % | 10,88 % | 2,81 %  | 6,51 %  | 2,36 % | 0,46 %   | 0,47 %  | 0,91 %  | 0,84 %  | 0,34 %  | 0,19 %  | 2,63 %  |
| Кабардино-Балкарская республика           | 96,68 % | 96,12 % | 1,72 %  | 0,41 %  | 1,28 %  | 0,12 % | 0,06 %   | 0,03 %  | 0,024 % | 0,11 %  | 0,023 % | 0,010 % | 0,093 % |
| Республика Адыгея                         | 60,94 % | 70,97 % | 12,22 % | 5,86 %  | 5,23 %  | 1,53 % | 0,79 %   | 0,57 %  | 0,27 %  | 1,00 %  | 0,15 %  | 0,11 %  | 1,31 %  |
| Карачаево-Черкесская республика           | 92,44 % | 92,90 % | 3,66 %  | 1,90 %  | 0,29 %  | 0,16 % | 0,09 %   | 0,05 %  | 0,04 %  | 0,60 %  | 0,08 %  | 0,03 %  | 0,20 %  |
| Республика Ингушетия                      | 98,35 % | 98,72 % | 0,144 % | 0,28 %  | 0,35 %  | 0,08 % | 0,142 %  | 0,06 %  | 0,040 % | 0,042 % | 0,041 % | 0,041 % | 0,06 %  |
| Москва                                    | 55,09 % | 54,13 % | 13,77 % | 7,15 %  | 7,68 %  | 2,83 % | 5,62 %   | 2,48 %  | 2,85 %  | 1,38 %  | 0,44 %  | 0,21 %  | 1,47 %  |
| Московская область                        | 61,49 % | 60,26 % | 13,97 % | 7,81 %  | 7,13 %  | 2,81 % | 2,29 %   | 1,42 %  | 1,32 %  | 1,25 %  | 0,29 %  | 0,14 %  | 1,32 %  |
| Владимирская область                      | 60,02 % | 56,75 % | 14,40 % | 10,09 % | 9,21 %  | 3,50 % | 1,33 %   | 1,03 %  | 0,75 %  | 1,22 %  | 0,31 %  | 0,13 %  | 1,28 %  |
| Тульская область                          | 56,90 % | 61,72 % | 13,38 % | 7,13 %  | 9,78 %  | 2,19 % | 1,74 %   | 0,92 %  | 0,78 %  | 1,03 %  | 0,23 %  | 0,15 %  | 0,96 %  |
| Тверская область                          | 57,46 % | 59,71 % | 13,43 % | 9,71 %  | 8,41 %  | 3,56 % | 1,53 %   | 0,99 %  | 0,71 %  | 0,86 %  | 0,21 %  | 0,10 %  | 0,77 %  |
| Ярославская область                       | 62,32 % | 53,17 % | 11,61 % | 13,13 % | 12,07 % | 4,12 % | 1,58 %   | 1,55 %  | 0,81 %  | 0,69 %  | 0,30 %  | 0,11 %  | 0,86 %  |
| Брянская область                          | 56,8 %  | 61,77 % | 17,09 % | 6,53 %  | 8,40 %  | 2,24 % | 0,76 %   | 0,78 %  | 0,39 %  | 0,83 %  | 0,20 %  | 0,10 %  | 0,91 %  |
| Рязанская область                         | 57,25 % | 57,10 % | 15,60 % | 9,97 %  | 8,78 %  | 2,49 % | 1,90 %   | 0,98 %  | 0,62 %  | 1,10 %  | 0,29 %  | 0,13 %  | 1,03 %  |
| Ивановская область                        | 55,03 % | 60,76 % | 10,94 % | 10,38 % | 8,13 %  | 4,16 % | 1,27 %   | 1,18 %  | 0,92 %  | 0,99 %  | 0,27 %  | 0,11 %  | 0,88 %  |
| Смоленская область                        | 54,83 % | 53,92 % | 15,35 % | 11,99 % | 9,77 %  | 2,63 % | 1,43 %   | 0,89 %  | 0,67 %  | 1,24 %  | 0,19 %  | 0,15 %  | 1,78 %  |
| Калужская область                         | 55,95 % | 61,65 % | 13,42 % | 8,32 %  | 7,64 %  | 3,03 % | 1,60 %   | 1,10 %  | 0,82 %  | 1,26 %  | 0,22 %  | 0,13 %  | 0,91 %  |
| Орловская область                         | 71,01 % | 59,85 % | 17,58 % | 8,21 %  | 7,26 %  | 1,77 % | 0,82 %   | 1,11 %  | 0,67 %  | 1,05 %  | 0,20 %  | 0,15 %  | 1,33 %  |
| Костромская область                       | 61,56 % | 56,36 % | 13,26 % | 10,44 % | 11,12 % | 4,33 % | 1,06 %   | 0,86 %  | 0,76 %  | 0,79 %  | 0,23 %  | 0,11 %  | 0,69 %  |
| Воронежская область                       | 66,85 % | 57,46 % | 16,17 % | 10,09 % | 9,18 %  | 2,61 % | 1,10 %   | 0,86 %  | 0,45 %  | 0,72 %  | 0,17 %  | 0,13 %  | 1,06 %  |
| Белгородская область                      | 74,17 % | 65,39 % | 15,65 % | 6,44 %  | 6,51 %  | 1,81 % | 0,97 %   | 0,68 %  | 0,37 %  | 0,72 %  | 0,18 %  | 0,11 %  | 1,17 %  |
| Курская область                           | 63,20 % | 62,74 % | 11,54 % | 8,76 %  | 10,87 % | 1,79 % | 0,87 %   | 0,62 %  | 0,45 %  | 0,80 %  | 0,18 %  | 0,17 %  | 1,22 %  |
| Липецкая область                          | 65,14 % | 62,30 % | 13,03 % | 9,65 %  | 8,06 %  | 1,99 % | 0,93 %   | 0,79 %  | 0,45 %  | 1,30 %  | 0,19 %  | 0,12 %  | 1,18 %  |
| Тамбовская область                        | 61,54 % | 59,79 % | 19,17 % | 7,68 %  | 5,89 %  | 3,15 % | 1,17 %   | 0,67 %  | 0,46 %  | 0,73 %  | 0,17 %  | 0,12 %  | 1,00 %  |
| Архангельская область                     | 54,27 % | 56,72 % | 11,16 % | 10,62 % | 11,03 % | 3,97 % | 2,12 %   | 1,36 %  | 0,94 %  | 0,89 %  | 0,35 %  | 0,14 %  | 0,72 %  |
| Вологодская область                       | 64,42 % | 60,47 % | 9,28 %  | 10,99 % | 8,81 %  | 5,41 % | 1,13 %   | 1,19 %  | 0,74 %  | 0,80 %  | 0,21 %  | 0,11 %  | 0,85 %  |
| Республика Коми                           | 65,11 % | 62,06 % | 9,53 %  | 11,42 % | 8,41 %  | 2,99 % | 1,32 %   | 1,04 %  | 0,89 %  | 0,76 %  | 0,21 %  | 0,13 %  | 1,23 %  |
| Мурманская область                        | 58,11 % | 55,11 % | 11,14 % | 12,96 % | 11,71 % | 2,13 % | 1,97 %   | 1,61 %  | 0,68 %  | 1,16 %  | 0,29 %  | 0,14 %  | 1,10 %  |
| Республика Карелия                        | 54,90 % | 57,28 % | 10,75 % | 10,38 % | 11,24 % | 1,73 % | 3,98 %   | 1,42 %  | 0,72 %  | 1,06 %  | 0,29 %  | 0,13 %  | 1,02 %  |
| Ненецкий автономный округ                 | 52,48 % | 48,78 % | 12,38 % | 13,03 % | 10,03 % | 4,43 % | 1,62 %   | 1,90 %  | 1,10 %  | 4,28 %  | 0,42 %  | 0,18 %  | 1,86 %  |
| Санкт-Петербург                           | 51,46 % | 50,33 % | 12,46 % | 7,48 %  | 15,13 % | 2,41 % | 5,10 %   | 2,21 %  | 2,59 %  | 1,01 %  | 0,25 %  | 0,14 %  | 0,90 %  |
| Ленинградская область                     | 51,8 %  | 59,23 % | 10,78 % | 8,64 %  | 12,68 % | 2,73 % | 1,69 %   | 1,18 %  | 1,09 %  | 0,84 %  | 0,21 %  | 0,10 %  | 0,83 %  |
| Калининградская область                   | 57,11 % | 57,38 % | 13,80 % | 10,17 % | 8,17 %  | 1,94 % | 2,21 %   | 1,80 %  | 0,77 %  | 2,20 %  | 0,24 %  | 0,16 %  | 1,16 %  |
| Псковская область                         | 65,44 % | 56,73 % | 14,33 % | 9,20 %  | 11,14 % | 3,12 % | 1,72 %   | 1,08 %  | 0,49 %  | 1,01 %  | 0,22 %  | 0,15 %  | 0,81 %  |
| Новгородская область                      | 63,62 % | 63,13 % | 10,83 % | 9,55 %  | 8,28 %  | 2,56 % | 1,29 %   | 1,00 %  | 0,46 %  | 1,73 %  | 0,23 %  | 0,15 %  | 0,78 %  |
| Байконур                                  | 78,44 % | 74,01 % | 6,65 %  | 8,44 %  | 4,00 %  | 1,58 % | 1,43 %   | 1,11 %  | 0,94 %  | 0,68 %  | 0,20 %  | 0,10 %  | 0,86 %  |
| За пределами РФ                           | 71,93 % | 78,24 % | 6,11 %  | 4,20 %  | 3,53 %  | 0,60 % | 2,83 %   | 0,89 %  | 1,91 %  | 0,62 %  | 0,16 %  | 0,12 %  | 0,79 %  |

Данные о явке избирателей по субъектам РФ: в Дагестане она составила 70 %, в республике Коми — 58 %, в Мордовии — 76 %, в Татарстане — 72 %.
Рекорд активности на данных думских выборах поставили чеченские избиратели: за два часа до закрытия участков в Чечне проголосовали 92 % избирателей.
Президент Чечни Рамзан Кадыров, не дожидаясь подведения итогов, заявил журналистам, что явка в республике составила 99 процентов. «Это нормальный результат. Я доволен. Для меня самое главное то, что народ голосовал с удовольствием. На выборы вышел практически весь народ. Это показатель доверия к власти», — сказал Кадыров. Данный результат был поставлен под сомнение европейскими гуманитарными организациями, но оценён председателем ЦИК России Чуровым как «нормальный».
Среди рекордов также выделяется Чукотка, где 7 населенных пунктов отметились 100%-ной явкой, хотя местные избиркомы встретили немало преград на пути к электорату. В тундре в безвыходном положении оказались сотрудники избирательной комиссии, которые должны были вывезти заполненные бюллетени досрочного голосования. Бюллетени были доставлены местным оленеводам вместе с переносной урной, а на обратном пути представителей избиркома застигла непогода.
Результаты по Хабезской избирательной комиссии Карачаево-Черкесской республики:
- Внесено в списки избирателей: 17779 человек
- Получено бюллетеней: 17779
- Действительных бюллетеней: 17779
- Из них за партию «Единая Россия»: 17779 человек

Жители Москвы и Петербурга отнеслись к выборам более прохладно, чем жители большинства остальных регионов страны. По Москве на 17:00 мск была зафиксирована явка более 49 % (на прошлых выборах в это время проголосовали только 42 %). Ещё менее активны избиратели были в Санкт-Петербурге, где к 18:00 мск проголосовали лишь 38,6 % избирателей. 

#### Предварительные данные голосования в ближнем и дальнем зарубежье
- Бразилия (210 проголосовавших в Бразилиа, Рио-де-Жанейро и Сан-Паулу, предварительные данные на 2:50 мск, 3.12.2007): 63,8 % — «Единая Россия», 13,3 % — КПРФ, 8,09 % — «Яблоко». Остальные партии получили менее 7 % голосов.  Архивная копия от 4 декабря 2007 на Wayback Machine
- Великобритания (около 1300 проголосовавших, из них 966 проголосовавших в Лондоне, предварительные данные на 2:50 мск, 3.12.2007): 40,6 % (404 голоса) — «Единая Россия», 23,2 % (231) — СПС, 13,9 % (138) — «Яблоко», 10,2 % (102) — КПРФ, остальные партии набрали менее 7 % голосов.  Архивная копия от 4 декабря 2007 на Wayback Machine
- Ирландия (220 проголосовавших, предварительные данные на 3.12.2007): 55,9 % — «Единая Россия», 10,45 % — СПС, 9 % — «Яблоко», 6,3 % — КПРФ, 5,9 % — «Гражданская сила», 5 % — «Справедливая Россия»
- Испания (230 проголосовавших, предварительные данные на 3.12.2007): 60,9 % (140) — «Единая Россия», 11,7 % (27) — «Яблоко», 8,7 % (20) — СПС, 4,8 % (11) — КПРФ . В Мадриде — более 57 % голосов получила «Единая Россия», в Барселоне — более 63 % голосов избирателей
- Латвия (проголосовало около 65 % российских граждан Латвии, предварительные данные на 12:20 мск, 3.12.2007): 83,35 % — «Единая Россия», 9,99 % — КПРФ, 2 % — «Справедливая Россия», 1,88 % — ЛДПР, остальные партии получили менее 1 % голосов  Архивная копия от 4 декабря 2007 на Wayback Machine
- Нидерланды (348 проголосовавших, предварительные данные на 2:50 мск, 3.12.2007): 40,81 % (142 голоса) — «Единая Россия», 17,24 % (60) — «Яблоко», 15,52 % (54) — СПС, 9,77 % (34) — КПРФ, остальные партии набрали менее 6 % (20 голосов)  Архивная копия от 4 декабря 2007 на Wayback Machine
- США (обработано 100 % бюллетеней, 4852 проголосовавших в 14 крупнейших городах, из них 2449 проголосовавших в Нью-Йорке и 1201 в Вашингтоне): 44,5 % — «Единая Россия», 17,5 % — СПС, 16,7 % — «Яблоко», 8 % — КПРФ, 4,1 % — «Справедливая Россия», 3,5 % — ЛДПР, 2,6 % — «Гражданская сила»  (недоступная ссылка)
- ФРГ (2518 проголосовавших в Берлине, предварительные данные на 2:50 мск, 3.12.2007): 55,4 % — «Единая Россия», 13,7 % — «Яблоко», 9,6 % — СПС, 7,7 % — КПРФ, остальные партии набрали менее 7 % голосов, в том числе 3 % — ЛДПР. В Мюнхене (проголосовал 881 человек): наибольшее число голосов получили партии «Единая Россия» (со значительным отрывом), «Яблоко» и СПС.  Архивная копия от 4 декабря 2007 на Wayback Machine
- Франция (1945 проголосовавших в Париже, Страсбурге, Ницце и Марселе, предварительные данные на 13:36 мск, 3.12.2007): 40,1 % (780) — «Единая Россия», 14,5 % (281) — «Яблоко», 10,5 % (205) — СПС, 9,5 % (185) — КПРФ, 4,4 % — (86) Справедливая Россия, 3,9 % (76) — ЛДПР
- Южная Осетия (на избирательных участках проголосовало 63 % российских граждан, имеющих право голоса; предварительные данные на 12:11 мск, 3.12.2007): 92 % — «Единая Россия», 3 % — КПРФ, 2,3 % — ЛДПР, 1,39 % — «Справедливая Россия»

## Альтернативные результаты выборов
В рамках попытки осуществить контроль над выборами, КПРФ организовала альтернативный подсчёт голосов, обработав 42,8% протоколов. Помимо этого, Сергей Шпилькин при помощи математического анализа, смог оценить уровень аномального числа голосов и исключив их, рассчитать математически ожидаемые результаты выборов, при этом отмечая, что большая часть голосов была украдена у Яблока и иных непарламентских партий, что сильно занизило их итоговый результат, когда же парламентские партии больше страдали от вольного переписывания протоколов и дорисовывания ЕР голосов, что уменьшала удельный вес голосов парламентских партий:
| Альтернативные итоги выборов в Государственную Думу V-го созыва |                                              |              |              |         |              |
| Партия                                                          | Партия                                       | Доля голосов | Доля голосов | Места   | Места        |
| Партия                                                          | Партия                                       | По КПРФ      | По Шпилькину | По КПРФ | По Шпилькину |
|                                                                 | Единая Россия                                | 58,94        | 55,7%        | ~293    | 278          |
|                                                                 | Коммунистическая партия Российской Федерации | 13,23        | 14,5%        | ~66     | 72           |
|                                                                 | Либерально-демократическая партия России     | 8,99         | 10,1%        | ~46     | 52           |
|                                                                 | Справедливая Россия                          | 8,96         | 9,7%         | ~45     | 48           |
| Партии, не прошедшие 7-процентный порог                         |                                              |              |              |         |              |
|                                                                 | Аграрная партия                              | 2,58         | —            | ~0      | ~0           |
|                                                                 | Яблоко                                       | 2,15         | —            | ~0      | ~0           |
|                                                                 | Гражданская сила                             | 1,26         | —            | ~0      | ~0           |
|                                                                 | СПС                                          | 1,19         | —            | ~0      | ~0           |
|                                                                 | Патриоты России                              | 1,14         | —            | ~0      | ~0           |
|                                                                 | ДПР                                          | 0,15         | —            | ~0      | ~0           |
|                                                                 | ПСС                                          | 0,26         | —            | ~0      | ~0           |

## Оценки выборов

### Оценка наблюдателей от европейских структур
Наблюдатели от Парламентской ассамблеи ОБСЕ и Парламентской ассамблеи Совета Европы назвали выборы «нечестными» и «недемократичными».
Глава миссии наблюдателей ПАСЕ Люк ван ден Бранде, на пресс-конференции 3 декабря 2007 в Москве заявил, что при подготовке к проведению выборов были осуществлены различные позитивные моменты, отмечен ряд улучшений. Однако наряду с этим были отмечены и негативные моменты, касающиеся тайны голосования. Что же касается до самих выборов, то они, по мнению ван ден Бранде, не были справедливыми. По утверждению Бранде имело место злоупотребление административным ресурсом: по его мнению, назначенные люди в различных структурах активно использовали свои ресурсы в пользу лидирующей партии. Бранде заявил, что распределение рекламного времени в средствах массовой информации было неравномерным. По мнению главы миссии ПАСЕ, избирательная кампания и процесс выборов явно имели склонность к правящей партии, что недопустимо с точки зрения плюрализма. Если Россия является управляемой демократией, то выборы были управляемыми, сказал Бранде. По мнению Бранде, в России отсутствует реальное разделение властей, а выборы в Госдуму были референдумом в пользу президента России. По его словам, имели место негативные моменты, касающиеся тайны голосования. Также по утверждению Бранде, выборы проходили под сильным влиянием властей.

Глава миссии наблюдателей от Парламентской ассамблеи ОБСЕ Йоран Леннмаркер заявил: По нашему мнению, данные выборы не смогли соответствовать многим критериям выборов, которые приняты в Европе. Поэтому мы не можем назвать их свободными Из важнейших нарушений Йоран Леннмаркер отметил следующие: 
«Первое, что хотелось бы отметить, — это слияние государства и политических сил, что является нарушением международных норм и недопустимо. Второе — СМИ были необъективны и отдавали предпочтение правящей партии — „Единой России“. Третье — были созданы неравные условия в рамках выборов для небольших политических партий», четвёртым моментом, являются «притеснения, которым подвергались оппозиционные партии».
Согласно частному мнению наблюдавшего за выборами вице-президента Парламентской ассамблеи ОБСЕ Киммо Кильюнена, голосование на участках, которые он посетил, прошло нормально и без серьёзных нарушений. Однако он был озабочен 99 % проголосовавших за «Единую Россию» в Чечне: «Во всяком случае, это невозможно, когда все голосующие приходят и голосуют за одну партию».

### Оценка наблюдателей от СНГ
Наблюдатели от СНГ назвали выборы «свободными и транспарентными». По словам главы миссии Наурыза Айдарова, выборы прошли в «условиях высокой конкурентности». Глава миссии подчеркнул: «В ходе выборов были обеспечены все необходимые условия, исключающие какие-либо дискриминационные ограничения по отношению к партиям, принимающим в них участие». Наблюдатели отметили, что имевшие место нарушения не были серьёзными и не повлияли на общий итог голосования.

### Оценка наблюдателей от Шанхайской группы
Миссия Шанхайской организации сотрудничества заявила, что выборы «были легитимными, свободными и открытыми и в целом соответствовали требованиям национального законодательства Российской Федерации и принятым международным обязательствам». При этом данное мнение относилось только к участку, где присутствовала сама миссия. Глава миссии Гао Юйшэнь отметил, что голосование проходило «в свободной, спокойной, деловой и хорошо организованной обстановке».

### Реакция на оценки международных наблюдателей
Представители ЦИК отвергли претензии наблюдателей ЕС и ОБСЕ, назвав заявления необоснованными. Говоря о наблюдателях, негативно отозвавшихся о выборах, председатель ЦИК Владимир Чуров сказал, что «это письма 23 наблюдателей из более чем 150. Общее количество наблюдателей было почти 300 человек, и у подавляющего большинства отзывы сугубо положительные». Чуров считает их мнение частным и не отражающим мнение всех международных наблюдателей. По словам члена ЦИК Игоря Борисова, «эти выводы сделаны на основе амбициозных заявлений лидеров политических партий, которые не удовлетворены собственными электоральными победами». По данным ЦИК, от международных наблюдателей не поступило никаких фактических материалов о нарушении избирательного законодательства, кроме отчета от миссии СНГ, в котором отмечались незначительные отклонения от установленных процедур на некоторых участках. Российский МИД назвал заявления наблюдателей ОБСЕ и ПАСЕ «набором лозунгов, не подкрепленных никаким фактологическим материалом». Председатель центрального исполкома «Единой России» Андрей Воробьёв считает данные оценки «предвзятыми и авантюрными», и сожалеет о том, что наблюдатели не отметили, «с каким энтузиазмом и даже вдохновением голосуют наши избиратели, в том числе молодёжь». Президент Абхазии Сергей Багапш оценил заявления наблюдателей как «направленные против интересов России». Бывший чиновник Администрации президента РФ, глава некоммерческой организации «Свободная Россия» Модест Колеров сказал, что чиновники ОБСЕ и ПАСЕ «отрабатывают свои гонорары», а «реальные политики в странах, которые заинтересованы в позитивных отношениях с Россией, признают их законность и легитимность». Директор Института политических исследований, профессор МГУ Сергей Марков в ответ на заявления ряда наблюдателей ОБСЕ и ПАСЕ сказал, что «честность международного наблюдения оказывается на порядок ниже, чем честность и справедливость выборов».
7 декабря 2007 года движение «Наши» сообщило о подготовке судебного иска к председателю Парламентской ассамблеи ОБСЕ Йорану Леннмаркеру по поводу заявления, сделанного им на пресс-конференции международных наблюдателей за парламентскими выборами. Истцы полагают, что Йоран Леннмаркер «распространил сведения, не соответствующие действительности и порочащие Россию», заявив, что «выборы не соответствовали многим критериям выборов, которые приняты в Европе, поэтому мы не можем назвать их свободными. Средства массовой информации были необъективны, а новый избирательный закон создает неравные условия для участия более мелких партий». В судебном иске также указывалось на заявление ПА ОБСЕ, в котором говорилось, что в ходе выборов произошло «сращивание государства и политической партии», а «некоммерческие организации были ограничены в своей работе». Истцы были намерены потребовать от ОБСЕ опровержения и компенсации в размере 353 млн руб.[значимость факта?]

### Оценки политологов
Португалия, являющаяся в 2007 году председателем в Европейском союзе, выступила от имени ЕС с заявлением о том, что прошедшие в России 2 декабря выборы не соответствовали международным стандартам и обязательствам, взятым на себя Россией.
В адрес российских выборов прозвучала критика из Германии от канцлера ФРГ Меркель. Она подчеркнула, что власть «постоянно ограничивает возможности правозащитников высказывать собственное мнение». Немецкие журналисты говорят об «опереточных» выборах и предрекают создание в России диктатуры .
Олег Наумов, председатель комиссии по международным делам Федерального политсовета СПС, заявил, что международные наблюдатели официально признали отсутствие в России разделения властей и слияние государства и «Единой России». На основании этого, а также политических реалий России, правящая верхушка России не будет восприниматься как равноправная демократическая страна, а сотрудничество будет ограничиваться покупкой нефти, газа и других полезных ископаемых в России, что, по сути, устраивает сегодняшний правящий режим. Такое развитие, по его мнению, будет способствовать деградации России в мирового аутсайдера, так как реального «успеха, благополучия и социальной (а не только экономической) эффективности могут добиться только реально свободные люди».

## Скандалы и фальсификации
В 2007 году по сравнению с выборами 2003 года намного активнее использовалась технология «паровоз». Если в 2003 году от депутатских мандатов отказались 38 кандидатов от 2-х партий, то в 2007 году таких было уже 132 кандидата от всех 4-х партий, прошедших в Государственную думу по партийным спискам: 116 кандидатов от «Единой России», 4 кандидата от КПРФ, 3 от ЛДПР и 9 от «Справедливой России».
Среди «паровозов» «Единой России» были президент Российской Федерации, главы 65 регионов, три министра и несколько мэров городов.

### Ограничения для международных наблюдателей
ЦИК принял решение резко сократить число иностранных наблюдателей. В частности, наблюдатели ОБСЕ ограничены числом в 70 человек (на предыдущих выборах присутствовало 500 наблюдателей от ОБСЕ). Пресс-служба ОБСЕ назвала эти ограничения «беспрецедентными».
16 ноября 2007 года руководитель Бюро демократических институтов и прав человека (БДИПЧ) ОБСЕ Кристиан Строхал заявил, что наблюдатели ОБСЕ не будут принимать участие в мониторинге предвыборной кампании и самих выборов из-за «задержек и ограничений», накладываемых российской стороной.
Президент России Владимир Путин по поводу отказа БДИПЧ принимать участие в мониторинге выборов, ссылаясь на «абсолютно достоверные данные», заявил, что «по имеющимся у нас сведениям, в очередной раз сделано это по рекомендации госдепа США, и это мы будем учитывать в наших межгосударственных отношениях с этой страной».
МИД России заявил, что «БДИПЧ пытается приватизировать наблюдение за выборами» и использовать его «в качестве инструмента политического давления».
Глава некоммерческой организации «Свободная Россия» Модест Колеров заявил: «Мы не папуасы, не „банановая республика“, чтобы нашу демократичность измеряли находящиеся на содержании у нашего противника наблюдатели». Колеров также отметил, что ряд других стран (Франция, Италия, Испания, Великобритания) самостоятельно решают, приглашать ли им на свои выборы иностранных наблюдателей.

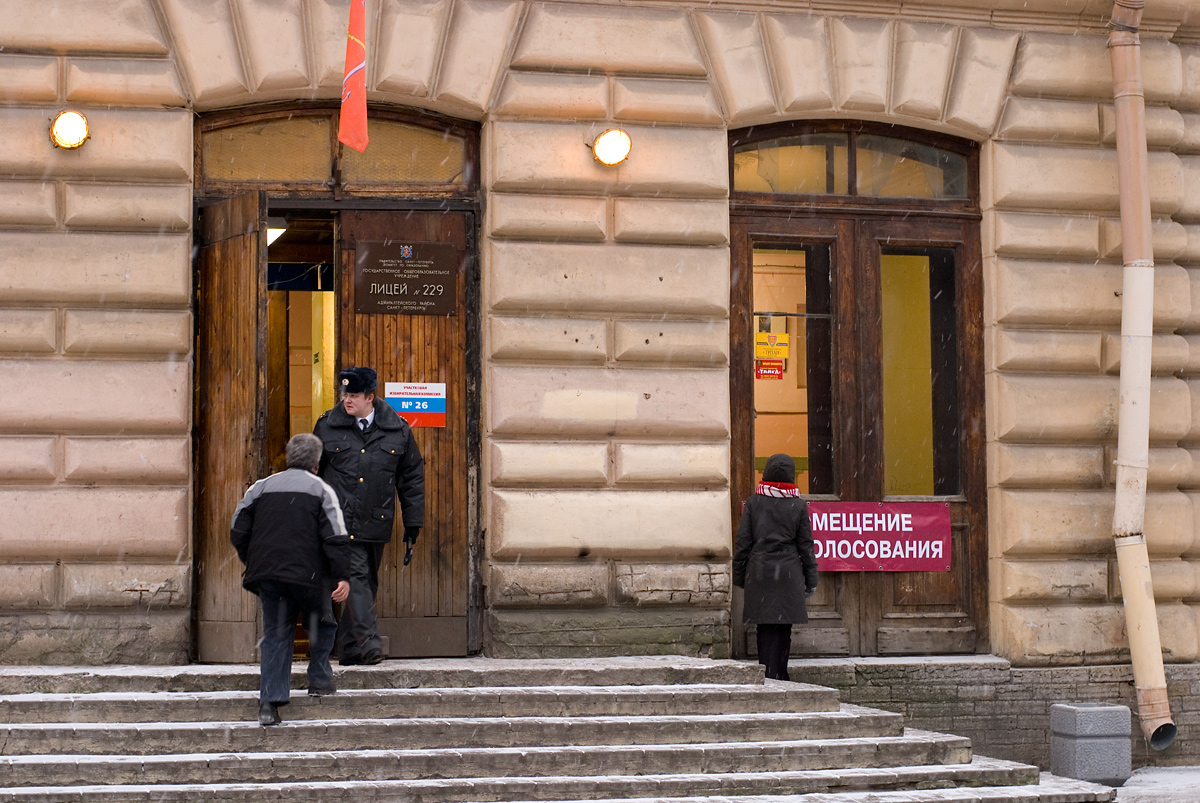
Одно из помещений для голосования в Санкт-Петербурге

Как заявила политолог Т. Становая, Россия максимально ограничила наблюдателей не только по численности, но и по срокам пребывания (3 недели) и по возможностям внутри страны. То есть наблюдатели могли бы начать наблюдение за выборами только с середины ноября, тогда как предвыборная кампания началась уже 2 ноября, то есть в течение половины срока избирательной кампании наблюдатели не имели возможности наблюдать за её законностью. Также российская сторона запрещала наблюдателям делать оценки выборов до опубликования итогов. Более того, наблюдатель терял свой статус «за нарушение „этики“ и попытки повлиять на ход голосования». Даже ограничение количества наблюдателей в такой большой стране, как Россия, вызвало у ряда стран опасения, что «результаты будут подтасованы или на них серьёзно повлияют правительственные круги».
О нарушениях заявили партии «Единая Россия», «КПРФ», «Яблоко», «СПС», а также ряд общественных организаций и деятелей. Согласно заявлению Центральной избирательной комиссии РФ, в ЦИК не поступило ни одной серьёзной жалобы на серьёзные нарушения на выборах. Однако партии «Единая Россия», СПС, Яблоко и КПРФ заявили о нарушениях. КПРФ и другие представители оппозиции негативно оценили итоги выборов.
4 декабря 2007 года российские правозащитники заявили, что в день голосования на «горячую линию» Общественной палаты поступило 9487 обращений. По данным правозащитника Александра Брода незначительные нарушения не отразились на итогах выборов.
8 октября 2008 года кассационная коллегия Верховного суда РФ оставила в силе решение об отказе в удовлетворении иска КПРФ об отмене итогов выборов.
20 декабря 2008 года КПРФ направила обращение в Европейский суд по правам человека в связи с фальсификацией итогов выборов в Государственную Думу ФС РФ пятого созыва.
По мнению социолога Сергея Зырянова, социальный состав граждан РФ, принявших участие в выборах, не отличался от состава 1990-х годов. Тем не менее, среди социально активных групп стало заметным отрицательное отношение к избирательной кампании 2007 года. Помимо этого в обществе сохранялось мнение о том, что выборы должны проходить в условиях более высокой конкуренции.

### Рейтинг информационного благоприятствования
Несмотря на заверения ЦИК об отсутствии преобладания одной партии, в средствах массовой информации в период предвыборной кампании, ежедневный мониторинг упоминаний различных партий в СМИ показывает неравномерность упоминаемости различных партий на телевидении и в печатных СМИ. И в частности длительности сюжетов в телевизионных новостях и информационно-аналитических программах, а также оценки характера упоминаний (позитивного, негативного, нейтрального), уровня влиятельности данного СМИ, потенциального объёма аудитории в конкретное время, влиятельности личностей, принимающих участие в видеосюжете, радиопередаче или статье.

#### Информационное благоприятствование
| Партия                                       | Индекс информационного благоприятствования (ИИБ) | Процент |
| -------------------------------------------- | ------------------------------------------------ | ------- |
| Партия «Единая Россия»                       | 8 321,85                                         | 42 %    |
| Коммунистическая партия Российской Федерации | 3 789,79                                         | 19 %    |
| Либерально-демократическая партия России     | 2 397,83                                         | 12 %    |
| Партия «Справедливая Россия»                 | 1 351,41                                         | 7 %     |
| …                                            |                                                  |         |
| Партия «Союз правых сил»                     | −122,94                                          |         |

Данные за ноябрь 2007. Проанализировано более 3000 ведущих российских СМИ: ТВ и радио, газеты и журналы, информационные агентства и интернет-издания из всех регионов РФ. Данные предоставила компания «Медиалогия».

#### Общий хронометраж телепередач, посвященных партиям
| Партия                                       | Хронометраж (часы) |
| -------------------------------------------- | ------------------ |
| Партия «Единая Россия»                       | 29:23:11           |
| Коммунистическая партия Российской Федерации | 19:15:44           |
| Партия «Союз правых сил»                     | 14:43:44           |
| Партия «Справедливая Россия»                 | 14:04:55           |
| Либерально-демократическая партия России     | 13:34:33           |

Данные за ноябрь 2007. Проанализированы выпуски новостных и информационно-аналитических программ «Первого канала», «России», ТВЦ, НТВ, «РенТВ». Данные предоставила компания «Медиалогия».
Полная информация по рейтингам

### Последствия для регионов, слабо поддержавших ЕР
Представители оппозиции утверждают, что в отношении глав городов и регионов, в которых «Единая Россия» получила относительно низкий процент голосов, будут приняты меры вплоть до лишения должностей. В Удмуртии прошение об отставке подал мэр Глазова Владимир Перешеин. В Глазове «Единая Россия» получила 41 % голосов избирателей. Однако, по мнению генерального директора агентства региональных исследований Ростислава Туровского, массовой «чистки» среди губернаторов не будет, ведь среди глав регионов с относительно низкой поддержкой «Единой России» оказались Юрий Лужков (54,15 %), Валентина Матвиенко, (50,33 %), Борис Громов. По мнению политолога, данные регионы на этих выборах не смогли похвастаться 100 % явкой и такой же поддержкой Путина, так как в мегаполисах существует проблема тотальной мобилизации электоратных масс, что отличает их от некоторых кавказских республик.

## Последующие события

### Акции оппозиции
- Коалиция «Другая Россия» провела 3 декабря акцию у здания ЦИКа под названием «похороны демократии». Люди прогуливались по Мясницкой улице со свечами, держа в руках по две гвоздики. В акции приняло участие около 50 человек.[65] Во время пикета наблюдались провокации со стороны «Молодой гвардии», которая пыталась воспрепятствовать его ходу.
- 5 декабря была проведена акция протеста с лозунгами «Махинации на выборах — смерть для России!», «Нет депутатских мандатов для шулеров!», «Долой „едреных“ подтасовщиков!». Протест проходил на Лубянской площади Москвы, Владимир Кашин заявил: Чего только не наблюдали мы и в предшествующие выборам месяцы, но сами выборы превзошли всё, что было ранее. На Северном Кавказе полное беззаконие. Там голоса даже и не считали. А в Мордовии издевались над агитаторами КПРФ, людей избивали и забирали в участки. Нарушения закона имели место в Сибири, Подмосковье и в других регионах. Мы возмущены и настроены на решительный протест[66].
- 21 декабря «Другая Россия» провела пикет протеста против результатов выборов. Пикет был санкционирован, но через полчаса после его начала ОМОН налетел на участников демонстрации и разогнал пикетчиков. Некоторые другороссы были осуждены на несколько суток за «неподчинение указаниям милиции». Один из активистов «Свободных радикалов» был осужден на 15 суток[67]. Позже эти постановления судов были отменены.[68]
- 22—24 декабря 2007 года коммунисты провели всероссийскую акцию протеста «Нет фальфикациям народного волеизъявления!»[69]. Митинги и пикеты прошли в десятках городов, собрав по данным организаторов от нескольких десятков до нескольких тысяч человек, в том числе около 4 500 собралось на Триумфальной площади в Москве и около 500 в Санкт-Петербурге.[70] По данным агентства «Интерфакс» митинг КПРФ в Москве 22 декабря собрал всего около 500 участников и 2,5 тысячи сотрудников милиции и военнослужащих[71], а в акции протеста на Пионерской площади Санкт-Петербурга 23 декабря приняло участие около 200 человек.[72]

### Акции движения «Наши»
- 3—6 декабря 2007 движение «Наши» провело в Москве массовые акции, приуроченные к «избранию Владимира Путина национальным лидером России». По заявлениям активистов, акции представляли собой некий «гражданский контроль» и имели целью не допустить повторения в России «оранжевой революции» с участием тех, кто проиграл на выборах, — в первую очередь, партий СПС, «Яблоко» и коалиции «Другая Россия». Активисты движения пикетировали офисы партий СПС и «Яблоко», Объединённого гражданского фронта (ОГФ) и Московской Хельсинкской группы, станции метро в центре города, а также основные площади столицы. Акции завершились 6 декабря митингом на Васильевском спуске.[73]